# Esherick House

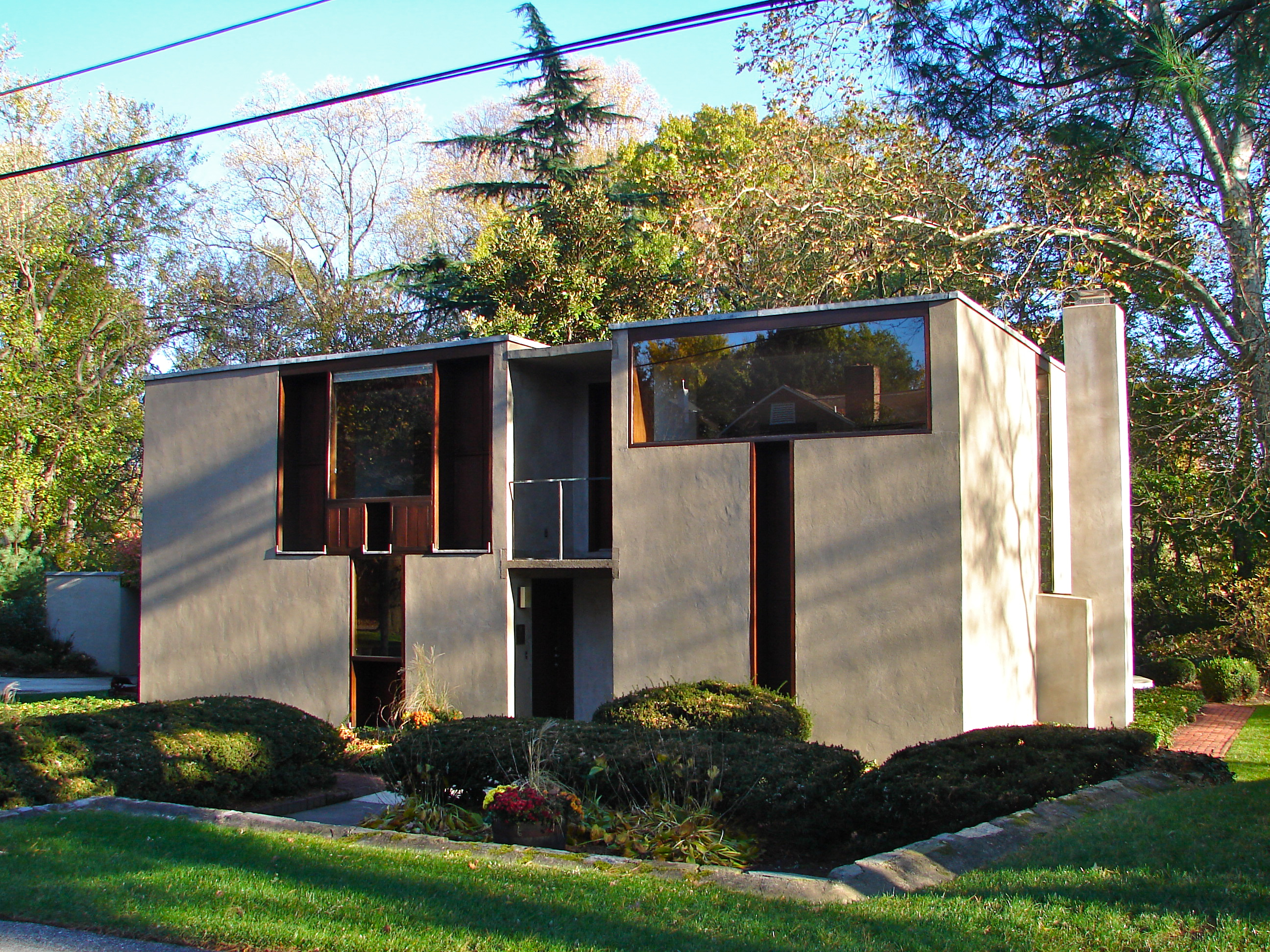
Frontansicht des Esherick House.

Das Esherick House wurde 1961 nach Plänen des US-amerikanischen Architekten Louis I. Kahn im Stadtviertel Chestnut Hill in Philadelphia erbaut. Der Bau entstand im Auftrag von Margaret Esherick, einer Nichte des Bildhauers Wharton Esherick. 
Die Grundbausubstanz besteht aus Betonblöcken und zeichnet sich durch seine große, in Holz gefasste Fensterfront auf der Gebäuderückseite aus. Im Inneren wird das Haus in zwei Einheiten getrennt. Die eine Hälfte umfasst das zweistöckige Wohnzimmer, die andere enthält im Erdgeschoss den Eingangsbereich, die Küche und das Esszimmer und beherbergt im Obergeschoss das Schlaf- und Arbeitszimmer sowie das Bad. Beide Bereiche werden durch den Treppengang getrennt.